# Сасагури
Сасагури (яп. 篠栗町 Сасагури-мати) — посёлок в Японии, находящийся в уезде Касуя префектуры Фукуока. Площадь посёлка составляет 38,90 км², население — 31 046 человек (1 августа 2014), плотность населения — 798,10 чел./км².

## Географическое положение
Посёлок расположен на острове Кюсю в префектуре Фукуока региона Кюсю. С ним граничат города Миявака, Иидзука и посёлки Касуя, Хисаяма, Суэ.

## Население
Население посёлка составляет 31 046 человек (1 августа 2014), а плотность — 798,10 чел./км². Изменение численности населения с 1980 по 2005 годы:
| 1980 | 19 662 чел. |  |
| 1985 | 22 114 чел. |  |
| 1990 | 23 267 чел. |  |
| 1995 | 26 314 чел. |  |
| 2000 | 29 389 чел. |  |
| 2005 | 30 985 чел. |  |

## Символика
Деревом посёлка считается криптомерия, цветком — орхидные, птицей — большая горлица.